# Пресиденте Айес
Пресиденте Айес (на испански: Presidente Hayes) е един от 17-те департамента на южноамериканската държава Парагвай. Намира се в западноцентралната част на страната. Площта му е 72 907 квадратни километра, а населението – 127 951 души (по изчисления за юли 2020 г.). Столица на департамента е град Вила Айес.
Департамента носи името на американския президент Ръдърфорд Хейс, заради негово решение в полза на Парагвай при арбитраж след войната от 1864 – 1870.

## Райони
Департамента е разделен на 8 района:
1. Бенхамин Асевал
2. Доктор Хосе Фалкон
3. Генерал Хосе Мариа Бругес
4. Нанава
5. Пуерто Пинаско
6. Тениенте Ирала Фернандес (тениенте – лейтенант)
7. Тениенте Естебан Мартинес
8. Вила Айес